# Pedro Lamata
Pedro Lamata es un barrio situado al suroeste de la ciudad española de Albacete. Tiene una población de 901 habitantes (2012). Alberga el Centro Comercial Los Llanos de la capital.

## Toponimia
El nombre del barrio procede de la cooperativa Pedro Lamata instaurada en la zona por el Sindicato de Construcción, Vidrio y Cerámica. Pedro Lamata fue un falangista que ostentó varios cargos durante el franquismo, alcalde de Albacete en 1943, galardonado con diversos premios.

## Situación
El barrio está situado al suroeste de la ciudad de Albacete, entre la carretera de Peñas de San Pedro (CM-3203) al este, el paseo de la Circunvalación al norte, la calle Méjico al oeste y las calles Abanico y Álamo al sur. Linda con el barrio Sepulcro-Bolera al este, Franciscanos al norte y Santa Teresa y San Pedro Mortero al oeste. Forma parte del distrito C de Albacete, junto con los barrios Fátima, Franciscanos, Parque Sur, San Pedro Mortero, Santa Teresa, Sepulcro-Bolera y Vereda.

## Demografía

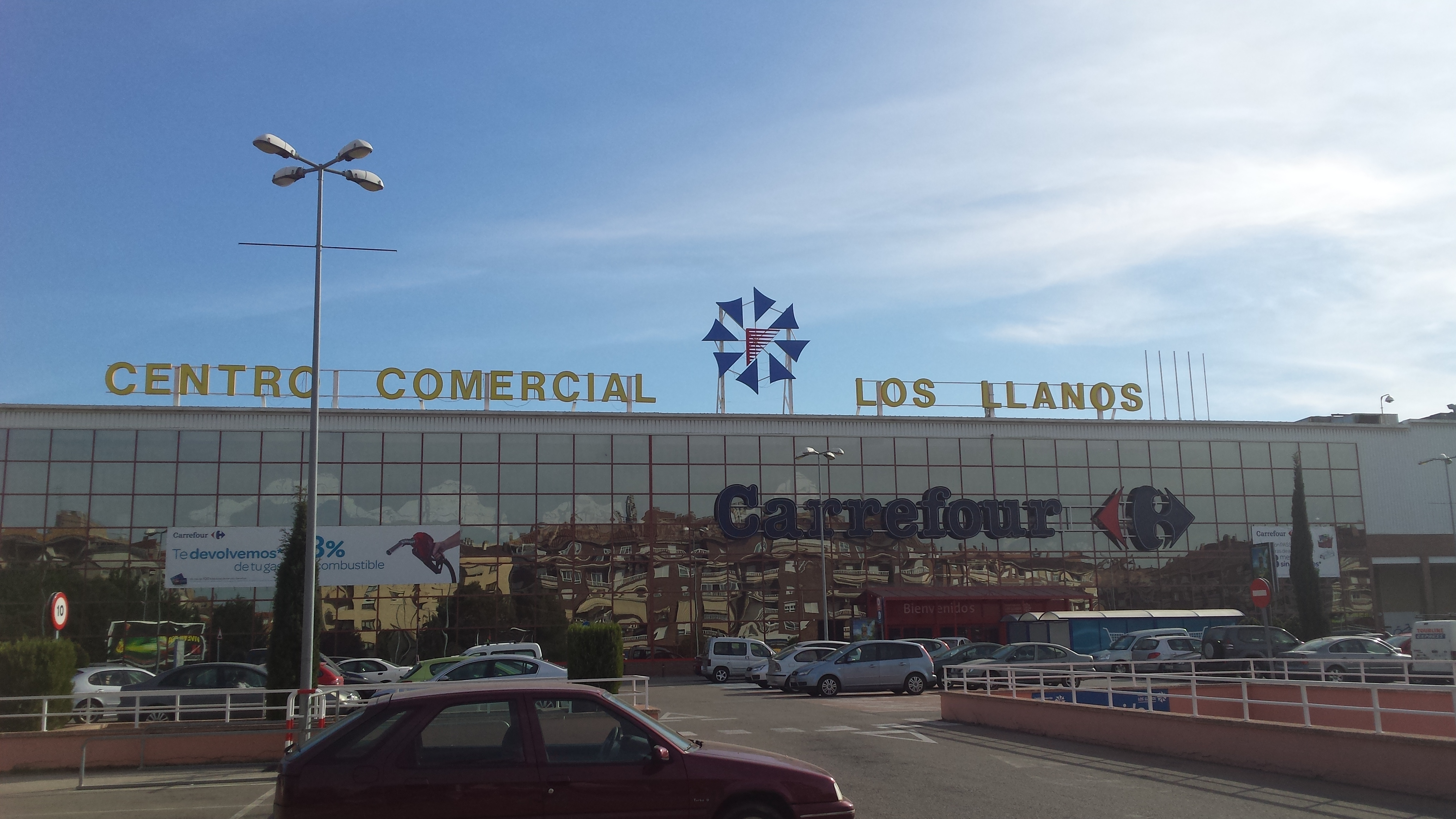
Centro Comercial Los Llanos

Pedro Lamata tiene 901 habitantes (2012): 459 mujeres y 442 hombres. El barrio cuenta con mayor porcentaje de población joven que la media de la ciudad y la población extranjera es baja. El 7,9 % de los habitantes del barrio viven solos. El nivel de estudios de sus habitantes es medio.

## Historia
El barrio original se construyó en cuatro fases, entre 1966 y 1969. Está integrado por treinta y dos bloques de viviendas en su parte antigua al este del barrio, a los que se suman un elevado número de nuevas construcciones ubicadas al norte, por lo que se distinguen dos zonas claramente diferenciadas.

## Urbanismo

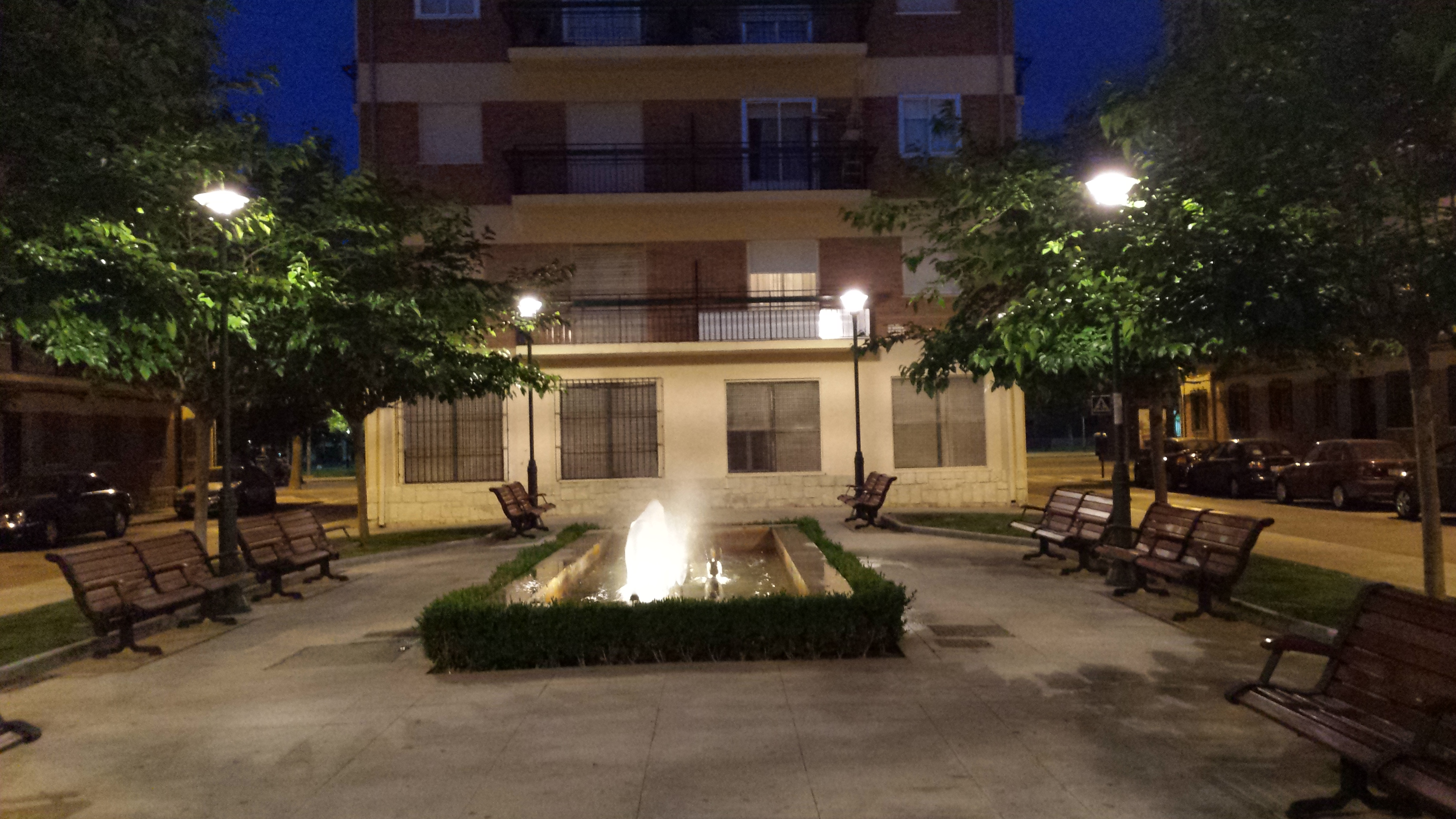
Fuente en una plaza del barrio de Pedro Lamata

Pedro Lamata es un barrio estructurado en característicos bloques de viviendas con un marcado denominador común. La plaza del Doctor Marañón es el centro neurálgico del barrio. El barrio cuenta con varias zonas ajardinadas como la situada junto a la carretera de Peñas de San Pedro.

## Servicios
El barrio alberga el Centro Comercial Los Llanos de Albacete, situado en la avenida Primero de Mayo. Fue el primer gran centro comercial que se construyó en la capital en 1990. Con una superficie de 50 665 metros cuadrados, cuenta con más de 40 establecimientos, entre ellos un hipermercado Carrefour. Además, dispone de 1927 plazas de aparcamiento. Asimismo, cuenta con un instituto de educación secundaria (IES Diego de Siloe), dos centros de salud (zona 5 y 5-B) y un centro sociocultural.

## Fiestas
Las fiestas del barrio se celebraron en 2018 del 29 de junio al 1 de julio.

## Transporte
En autobús urbano, el barrio queda conectado mediante las siguientes líneas:
| Línea | Trayecto                                                                              | Recorrido                                                        | Frecuencia                                         |
| ----- | ------------------------------------------------------------------------------------- | ---------------------------------------------------------------- | -------------------------------------------------- |
|       | Campus UCLM - Barrio de Vereda                                                        | Recorrido Archivado el 17 de abril de 2014 en Wayback Machine.   | 12-18 minutos                                      |
|       | Barrio San Pedro- Los Llanos del Águila-Parque Lineal - Parque Empresarial Campollano | Recorrido Archivado el 25 de febrero de 2014 en Wayback Machine. | 15-20 minutos                                      |
|       | Ciudad - Parque Empresarial Campollano                                                | Recorrido Archivado el 17 de abril de 2014 en Wayback Machine.   | Salidas 7:20, 8:20, 14:40, 15:20 (desde la ciudad) |